# Un homme sans racines
 (juillet 2020).
Albums de Gérald de Palmas
Live 2002
(2002) Sortir
(2009)
Singles
1. Elle danse seule
Sortie : 26 octobre 2004
2. Au paradis
Sortie : 25 janvier 2005
3. Elle habite ici
Sortie : 29 mars 2005
4. Dans la cour
Sortie : 6 décembre 2005

Un homme sans racines est le quatrième album de Gérald de Palmas, sorti en 2004. Il ne contient qu'un seul single, Elle danse seule. Les autres singles, comme Au paradis, Elle habite ici (grandement diffusé à la radio) ou Dans la cour, sont envoyés aux radios. C'est son album le mieux classé à ce jour (no 1 en France dès la première semaine). Il remportera un succès modéré en Suisse où il atteindra la 36e place des classements. Cet album est plus intimiste que ses albums précédents, avec moins de musique, mais toujours un style mélancolique. 
Le titre de l'album provient de l'enfance du chanteur passée à l'Île de la Réunion.
Selon le journal Le Parisien, l'album s'est vendu à 650 000 exemplaires.

## Pistes de l'album
| 1.    | Plus d'importance     | 4:05 |
| 2.    | Elle danse seule      | 4:10 |
| 3.    | Au paradis            | 3:52 |
| 4.    | Un homme sans racines | 3:06 |
| 5.    | Elle habite ici       | 3:06 |
| 6.    | Dans la cour          | 3:55 |
| 7.    | Encore une fois       | 3:32 |
| 8.    | Dans mon rêve         | 3:24 |
| 9.    | Faire semblant        | 4:00 |
| 10.   | Je ne tiendrai pas    | 3:20 |
| 11.   | Silverado             | 3:50 |
| 40:25 |                       |      |

## Personnel
- Amaury Blanchard - batterie
- Denis Caribaux - assistant ingénieur son
- Jean-Pierre Chalbos - mastering
- Chiquito - directeur artistique, producteur exécutif
- Sébastien Chouard - guitare électrique
- Gérald de Palmas - chanteur, chœurs, banjo, basse, dobro, guitare acoustique, programmations, mixage
- Peter Gordeno - claviers
- Steve Prestage - ingénieur son, mixage

- Mixé en été 2004 au Studio Guillaume Tell
- Masterisé en été 2004 à La Source Mastering, Paris

## À noter
Le clip de la chanson Au paradis a ouvert le bal de la chaîne W9 le 31 mars 2005 sur la TNT.

## Certifications
| Pays   | Organisme | Certification | Niveau de certification |
| ------ | --------- | ------------- | ----------------------- |
| France | SNEP      | 2 × Platine   |                         |